# 5,10-Metilentetrahidrofolat
5,10-Metilentetrahidrofolat je supstrat koji koristi enzim metilentetrahidrofolat reduktaza (MTHFR) da formira 5-metiltetrahidrofolat (5-MTHF, ili levomefolnu kiselinu).
 se takođe koristi kao koenzim u biosintezi timidina. Specifičnije on je C1-donor u reakcijama koje katalizuje timidilat sintaza i timidilat sintaza (FAD). On deluje kao koenzim i u sintezi serina iz glicina posredstvom enzima serin hidroksimetil transferaza.